# Foursome (serie televisiva)
Foursome è una web serie statunitense interpretata da Jenn McAllister e da un cast corale di altri intrattenitori di social media e attori professionisti. La serie è prodotta dalla AwesomenessTV ed è stata distribuita dal 30 marzo 2016 su YouTube Red.

## Trama
Andie, al secondo anno al liceo di San Bernardino, ha problemi con gli appuntamenti, perché suo fratello maggiore Alec non vuole che lei esca con nessuno. I tre migliori amici del liceo di Andie decidono di aiutarla a risolvere questo problema, così la ragazza sarà libera di uscire con chi vuole senza che suo fratello intervenga per cercare di fermarla.

## Cast
- Jenn McAllister è Andie Fixler
- Logan Paul è Alec Fixler (Stagioni 1–3)
- Meghan Falcone è Courtney Todd
- Rickey Thompson è Dakota Green
- Brooke Markham è Imogen Hillenshine (Stagioni 1-2)
- Cameron Moulène è Josh Bennett
- Rahart Adams è Kent Saydak (Stagioni 2-3)
- Madeline Whitby è Greer Ashton[5] (Stagioni 2-3)
- Sarah Yarkin è Peg (Stagione 3)
- John Milhiser è Mr. Shaw

## Produzione

### Sviluppo
Il 23 giugno 2016, YouTube ha annunciato che "Foursome" era stato rinnovato per una seconda stagione. I primi due episodi della seconda stagione sono stati trasmessi il 6 dicembre 2016.
Il 1 maggio 2017 AwesomenessTV ha annunciato che "Foursome" era stato rinnovato per una terza stagione. TL'intera stagione è stata distribuita il 1º novembre 2017. Logan Paul è stato escluso dal cast della prossima quarta stagione il 10 gennaio 2018 sulla scia di un video caricato da Paul che ha scatenato diverse critiche. Il ruolo di Alec Fixler sarà cancellato dallo script senza essere sostituito da un altro attore.

## Episodi

### Prima stagione (2016)
- Sister-Zoned
- Baked
- Co-Ed Sleepover
- Sex-Ed
- PDA
- Blackout

### Seconda stagione (2016-2017)
- Extra Curr-d*ck-ulars
- Secret Admiral
- The Big O No!
- After Shocker
- Model UN-dressed
- Threesome
- Les Be Honest
- Synced Up
- Whatta Lock-Block
- The Big Finish

### Terza stagione (2017)
- Foursome Before Whoresome
- Is that a Beach Bonanza in your Pocket, or Are You Just Happy to See Me?
- Show Me Your Tikis
- Scared Beach-Less
- Ex-Isled
- Island Fever
- Laid in the Shade
- Beach Bash-ed
- Hypbrotized
- Hanky Pranky

## Riconoscimenti
- 2016 - The Streamy Awards
  - Miglior attrice a Jenn McAllister
  - Candidatura come miglio cast in una webserie a Meghan Falcone, Brooke Markham, Jenn McAllister, Logan Paul e Rickey Thompson